# Алираджпур (округ)
Алираджпур (хинди अलीराजपुर जिला; англ. Alirajpur) — округ в индийском штате Мадхья-Прадеш. Образован 17 мая 2008 года из части территории округа Джхабуа. Административный центр — город Алираджпур. Площадь округа — 2165 км². По данным всеиндийской переписи 2001 года население округа составляло 248 803 человека.